# Котовка (Воронежская область)
Ко́товка — хутор в Петропавловском районе Воронежской области России. Входит в состав Новолиманского сельского поселения.

## География

### Улицы
- ул. Радченко

## Население
| 2010 |
| ---- |
| 60   |